# Sankt Martin-Karlsbach
Sankt Martin-Karlsbach è un comune austriaco di 1 689 abitanti nel distretto di Melk, in Bassa Austria; ha lo status di comune mercato (Marktgemeinde). È stato istituito nel 1969 con la fusione dei comuni soppressi di Karlsbach e Sankt Martin am Ybbsfelde; nel 1970 ha inglobato il comune soppresso di Ennsbach.